# C7P (Artillerieschlepper)

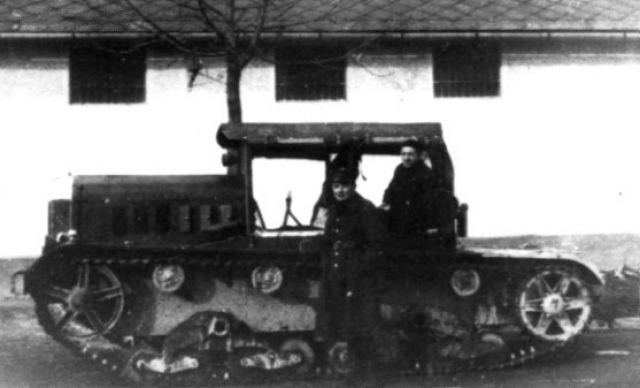
Prototyp C6T

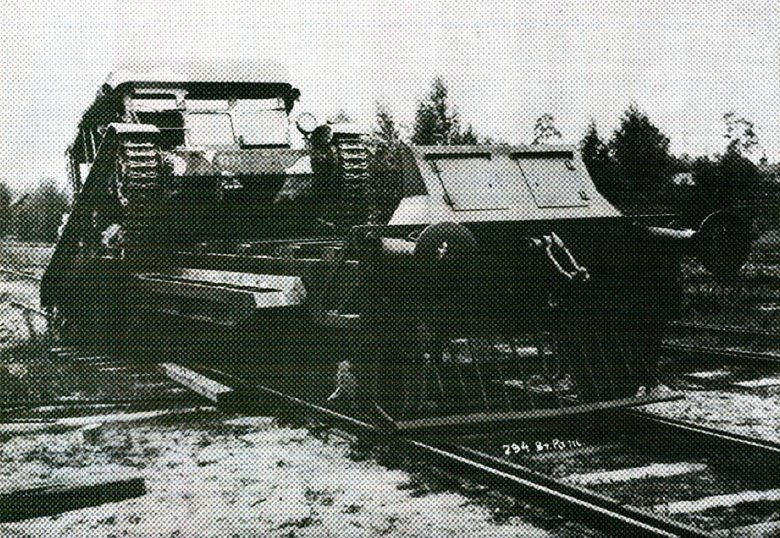
C7P/I „Felek“ mit Draisinen-Transportwagen 1937

Der Artillerie-Traktor C7P (polnisch ciągnik artyleryjski C7P) war ein Vollketten-Artillerieschlepper, der für die polnische Armee vor dem Zweiten Weltkrieg entwickelt wurde. Basierend auf dem 7TP-Panzer war er in der Lage, schwere Geschütze zu ziehen und die Bergung beschädigter Panzer zu ermöglichen. Der Name C7P steht für ciągnik 7t polska (deutsch: Traktor 7t polnisch).

## Entwicklung
Im September 1931 wurde in Warschau ein Vertrag mit Vickers-Armstrong über die Lieferung von 38 Vickers-E-Panzern, Ersatzteilen und einer Lizenz für die Produktion in Polen unterzeichnet (allerdings mit der Klausel, dass nur Panzer für die Regierung der Republik Polen hergestellt werden dürfen). Jedoch enthielt die Lizenz keine Angaben zu den verwendeten Motoren.
Fast unmittelbar nach dem Erwerb der Lizenz für die Produktion von Vickers-Panzern im Militärisches Forschungsinstitut für Ingenieurwesen (polnisch: Wojskowym Instytucie Badań Inżynierii) (später umbenannt in Büro für technische Forschung im Bereich Panzer (polnisch: Biuro Badań Technicznych Broni Pancernych)) begannen die Konstruktionsarbeiten an einem neuen Panzer mit dem Namen VAU-33 (Vickers-Armstrong-Ursus), der strukturell dem Fahrzeug Vickers E nachempfunden war, jedoch hatte dieser eine neue Antriebseinheit. Es wurde beschlossen, im Fahrzeug eine Variante des Saurer BLDb-Dieselmotors (bekannt als "PZInż 235") zu verwenden. Dieses Projekt entwickelte sich später zum Panzer 7TP.
Gleichzeitig wurde mit dem Bau eines neuen schweren Artillerieschleppers begonnen. Polen verfügte damals nur über einige wenige Schlepper für schwere Artilleriegeschütze. Die vorhandenen waren zudem stark veraltet (z. B. der Holt 75). Der geplante Schlepper sollte einen neuen Motor aus polnischer Produktion und das Fahrwerk vom Vickers-Panzer erhalten. Die Arbeiten wurden im PZInż.-Entwicklungsbüro unter der Leitung des Ingenieurs Witold Jakusz durchgeführt. Um Bauteile bei dem 7TP-Panzer und dem C7P-Schlepper zu vereinheitlichen, wurde das Projekt kontinuierlich mit BK Br. Panc abgestimmt. Die ersten beiden Prototypen wurden 1933 in den Versuchswerkstätten von PZInż. in Ursus gebaut. Der erste Prototyp, C6P, hatte die Kettentriebsräder vorn (ähnlich wie die beim Vickers E und 7TP), während die zweite Prototyp, C6T, die Triebräder am Heck hatte.
Im Februar und März 1934 wurden beide Prototypen bei einer über tausend Kilometer langen Erprobungsfahrt getestet. Auf der Grundlage der bei diesen Versuchen gewonnenen Erfahrungen wurden die Prototypen weiter verbessert. Der C6T wurde an den C6P angeglichen und in C6P/II umbenannt. Weiterhin wurden beim zweiten Prototyp, dem C6P, einige kleinere Modifikationen und Veränderungen vorgenommen. Der neue C6P erhielt die Bezeichnung C7P/I "Felek". Später wurden auch am ersten Prototyp ähnliche Änderungen vorgenommen und er wurde als C7P/II bezeichnet. Mit der Zeit wurde auch ein dritter Prototyp, der C7P/III gebaut. Diese Prototypen standen als Vorbild für die Serie C7P zur Verfügung. Der Prototyp C7P/I Felek wurde als Referenzmodell genommen und verblieb bis 1939 dauerhaft im panzerwaffentechnischen Forschungsbüro. Hier wurde er weiter als Versuchsfahrzeug verwendet.
Der Artillerieschlepper C7P wurde 1934 von der polnischen Armee zur Produktion und Ausrüstung zugelassen.

## Produktion
In den ersten Jahren verfügte die Ursus-Fabrik nur über sehr geringe Produktionskapazitäten, und es war nicht möglich, Panzer und Traktoren gleichzeitig zu produzieren. Deshalb wurden die Fahrzeuge abwechselnd produziert, angefangen mit den Artillerieschleppern. In den Jahren 1937–1938 wurde das Werk erweitert und die Produktion von 7TP-Panzern und C7P-Schlepper konnte nun auf zwei parallelen Fertigungslinien erfolgen. Von 1934 bis 1939 wurden ca. 151 Schlepper gebaut, und es war geplant von 1939 bis 1941 weitere 72 C7P zu produzieren. Der Durchschnittspreis für einen Artillerieschlepper lag bei rund 100.000 Złoty.
Im Frühjahr und Sommer 1939 wurden Schleppversuche mit den Prototypen neuer Geschütze durchgeführt. Dies waren eine weitreichende Kanone, 155-mm-Armata wz.40, und ein Mörser im Kaliber 310 mm. Bei diesen Fahrversuchen wurde festgestellt, dass die Zugleistung der C7P-Schlepper für diese Geschütze nicht ausreichte. In der Folge wurde geplant die Schlepper mit einem neuen 150-PS-Motor von Magnuski zu bauen.

## Technische Beschreibung
Konstruktiv verwendete der C7P viele Elemente des 7TP-Panzers (einschließlich Wanne, Fahrwerk, Federung, Getriebe und Motor). Der verwendete Dieselmotor, ein Sechszylinder PZInż. 235 mit einem Hubraum von 8550 cm³ und 115 PS (85 kW) bei 1800/min war eine in Polen gefertigte, leichtere Variante des Lizenzmotors Saurer BLDb. Die wichtigste Änderung in der Konstruktion dieses Motors war die Verwendung von Alpax (88 % Aluminium, 12 % Silizium). Der Motor hatte „nasse“ Zylinderlaufbuchsen aus Gusseisen. Er wurde auch in den in Polen hergestellten Lizenzbussen und Saurer-Lastwagen verwendet. Bei den Prototyp-Schleppern (C6P und C6T) war der Motor mit Kühler vorne in der Wanne montiert. Später entschied man sich, den Motor im hinteren Teil der Wanne zu platzieren (wie beim 7TP-Panzer), was die Lastverteilung verbesserte. Der PZInż. 235-Motor war weniger störungsanfällig als die britische Variante.
Die Fahreigenschaften der Zugmaschine entsprachen denen des 7TP-Panzer. Der Schlepper konnte Steigungen von bis zu 36°, Gräben von bis zu 1,80 m Breite und Furten von bis zu 1 m Tiefe überwinden. Der spezifische Bodendruck der Zugmaschine war mit 54 kPa etwas niedriger als der des Panzers. Die Höchstgeschwindigkeit lag bei 26 km/h und der Wenderadius bei 2,50 m.
Der Artillerieschlepper hatte einen Kraftstofftank mit einem Fassungsvermögen von 160 l und konnte mit diesem Vorrat bis zu 150 km weit fahren. Der Kraftstoffverbrauch betrug 96–120 l/100 km.
Zusätzlich war der C7P-Traktor war mit einer motorbetriebenen Seilwinde und einer selbstsichernden Anhängerkupplung ausgestattet. Die Zuglast am Haken betrug bis zu 5 Mp. Der C7P schleppte jedoch auch Anhänger mit Mörser-Bauteilen von bis zu 8,9 t oder einen 7TP-Panzer mit 9,9 t. Einige der für Pioniere bestimmten C7P-Traktoren sollten mit Pflügen, Planierraupen oder Spurrinnenbrücken ausgestattet werden.
Im Jahr 1936 wurde in den Cegielski-Werken in Poznań (polnisch: Zakłady Cegielskiego w Poznaniu) ein Prototyp für den Einsatz auf Gleisen gebaut. Es handelte sich um einen Wagentyp, der mit einer Auffahrschiene ausgerüstet war, in welche der C7P einfahren konnte. Der Transportwagen wurde als Draisine über ein spezielles Getriebe vom C7P-Motor angetrieben. Somit war das Gespann in der Lage, eine Geschwindigkeit von etwa 60 km/h zu erreichen und bis zu 60 Tonnen schwere Wagen zu ziehen.

## Einsatz
Die Artillerieschlepper C7P wurden am 12. Juni 1934 offiziell in die Ausrüstung der polnischen Armee aufgenommen. Das Haupteinsatzgebiet dieses Fahrzeugs war der Kraftzug schwerer Geschütze, es wurde aber auch in Panzer- und Pionierverbänden eingesetzt.
Gemäß einem vom Artilleriekommando im August 1937 eingereichten Antrag sollte die polnische Artillerie zwischen 1937 und 1942 insgesamt 250 C7P-Traktoren erhalten.
Die erste Einheit, welche die neuen Artillerieschlepper erhielt, war das 1. schwere Artillerieregiment. Dieser Verband war mit schweren Mörsern vom Typ 220-mm-Armata wz.32 und den zugehörigen schweren Munitionsanhängern ausgerüstet. Nahezu alle, der zwischen 1934 und 1937 produzierten Schlepper (108 Fahrzeuge) gingen an diesen Verband (99 Fahrzeuge) oder wurden als Mobilisierungs-Reserve für diesen Verband eingelagert.
Weitere Schlepper gingen an die polnische Panzertruppe. Diese benötigte Zugmaschinen für die Bergung beschädigter 7TP- und Vickers-6t-Panzer. Eingesetzt werden sollten diese auf dem Gefechtsfeld und auch als Zugmaschinen für die Panzer-Transportanhänger. Geplant war die Ausrüstung jeder mit 7TP ausgerüsteten Kompanie mit einem Schlepper C7P. Eine Bestandsaufnahme vom Juli 1939 führt 18 C7P Schlepper bei der polnischen Panzertruppe auf: 7 im Modlin Panzerwaffenausbildungszentrum, 5 im 2. Panzerbataillon, 4 im 3. Panzerbataillon und 2 im 4. Panzerbataillon. Kurz vor Kriegsbeginn wurden im August 1939 weitere 4 C7P-Traktoren aus dem Zentraldepot an das 21. leichte Panzerbataillon und 3 weitere an das 5. Panzerbataillon geschickt.
Der letzte Truppenteil, der C7P-Schlepper erhalten sollte, war die Pioniertruppe. Gemäß der Planung für das Jahr 1940 sollte diese insgesamt 52 Traktoren erhalten. Sie sollten beim Gleisbau und für andere Pionierarbeiten eingesetzt werden. In den Jahren 1937–1938 wurden nur 2 Traktoren an die Pioniere ausgeliefert, welche an das technische Entwicklungsbüro der Pioniere gingen. Weitere 16 Traktoren für die Eisenbahnpioniere wurden 1938 vom Ministerium für Verkehrswesen bestellt, jedoch konnten diese nicht mehr vor Kriegsausbruch ausgeliefert werden (die Abnahmeprüfungen wurden am 30. August 1939 abgeschlossen).

### Mörserzugmittel C7P (p) / Einsatz bei der Wehrmacht
Nach dem Angriff auf Polen erbeutete die Wehrmacht eine Anzahl von C7P-Schleppern. In Tomaszów Mazowiecki bei Łódź hatte die Wehrmacht eine zentrale Panzerwerkstatt für beschädigte 7TP-Panzer und C7P-Traktoren eingerichtet. Alle Fahrzeuge, die von den Schlachtfeldern abgeschleppt wurden, sowie Komponenten und Teile, die aus der PZInż-Fabrik in Warschau erbeutet wurden, kamen dorthin. Sie wurden auch für die Bergung weiterer Fahrzeuge durch deutsche Instandsetzungseinheiten genutzt, um auf den Schlachtfeldern zurückgelassenes schweres Gerät, vor allem Panzer und Panzerwagen (sowohl polnische als auch deutsche), zu bergen. Während die erbeuteten Panzer anfänglich zur Aufstellung neuer Panzereinheiten dienten und leichte Panzer später an Sicherungseinheiten abgegeben wurden, wurden die Kettenschlepper schon bald wieder als Artillerieschlepper eingesetzt.
Mit der Bezeichnung Mörserzugmittel C7P (p) waren sie geeignete Zugmittel für die in der Tschechoslowakei, in Polen und in Frankreich erbeuteten schweren Mörser. Im Winter 1939/1940 sollen noch einige Fahrzeuge auf den Straßen in einigen Gegenden des besetzten Polen beim Schneeräumen eingesetzt (einschließlich der Straße Warschau-Krakau) worden sein. Das spätere Schicksal dieser Fahrzeuge ist unbekannt.
Durch Fotografien ist belegt, dass die deutschen Soldaten einzelnen Kettenschleppern Namen gegeben haben. Belegt sind Klara, Gretel oder Lausbub.

### Verwendung bei der Roten Armee
Während der Septemberoffensive der Roten Armee (nach dem 17. September 1939) wurden von dieser auch einige C7P-Schlepper erbeutet. Dabei handelte es sich meist um unvollständige und beschädigte Fahrzeuge. Es wurde jedoch beschlossen, die erbeuteten 7TP-Panzer und C7P-Zugmaschinen zu reparieren, da diese als zu wertvoll angesehen wurden.
Die Reparaturen wurden u. a. im Reparaturdepot Nr. 7 in Kiew durchgeführt. 1940 wurde ein Exemplar des C7P-Traktors (Nr. 1153) auf dem Panzerwaffenversuchsgelände in Kubinka getestet.

## Bodenfund 2001
Heute ist kein Exemplar eines C7P-Traktors mehr erhalten. Eine C7P-Wanne wurde im Jahr 2001 in der Nähe von Wolgograd (Stalingrad) gefunden und geborgen. Die Wanne wurde allerdings nicht zu einem C7P restauriert, sondern man verwendete den Turm eines BT-5 oder BT-7 und machte aus dem C7P einen T-26. Dieses Fahrzeug ist heute im Zentralmuseum des Großen Vaterländischen Krieges ausgestellt.